# My Iron Lung (EP)
Albums de Radiohead
Pablo Honey
(1993) The Bends
(1995)
My Iron Lung est un EP de 1994, incluant la chanson du même nom, du groupe de rock alternatif Radiohead. Le titre est apparu plus tard sur l'album The Bends.

## Liste des titres
1. My Iron Lung – 4:36
2. The Trickster – 4:40
3. Lewis (Mistreated) – 3:19
4. Punchdrunk Lovesick Singalong – 4:40
5. Permanent Daylight – 2:48
6. Lozenge of Love – 2:16
7. You Never Wash Up After Yourself – 1:44
8. Creep (Acoustic) – 4:19